# Miałki Szlak

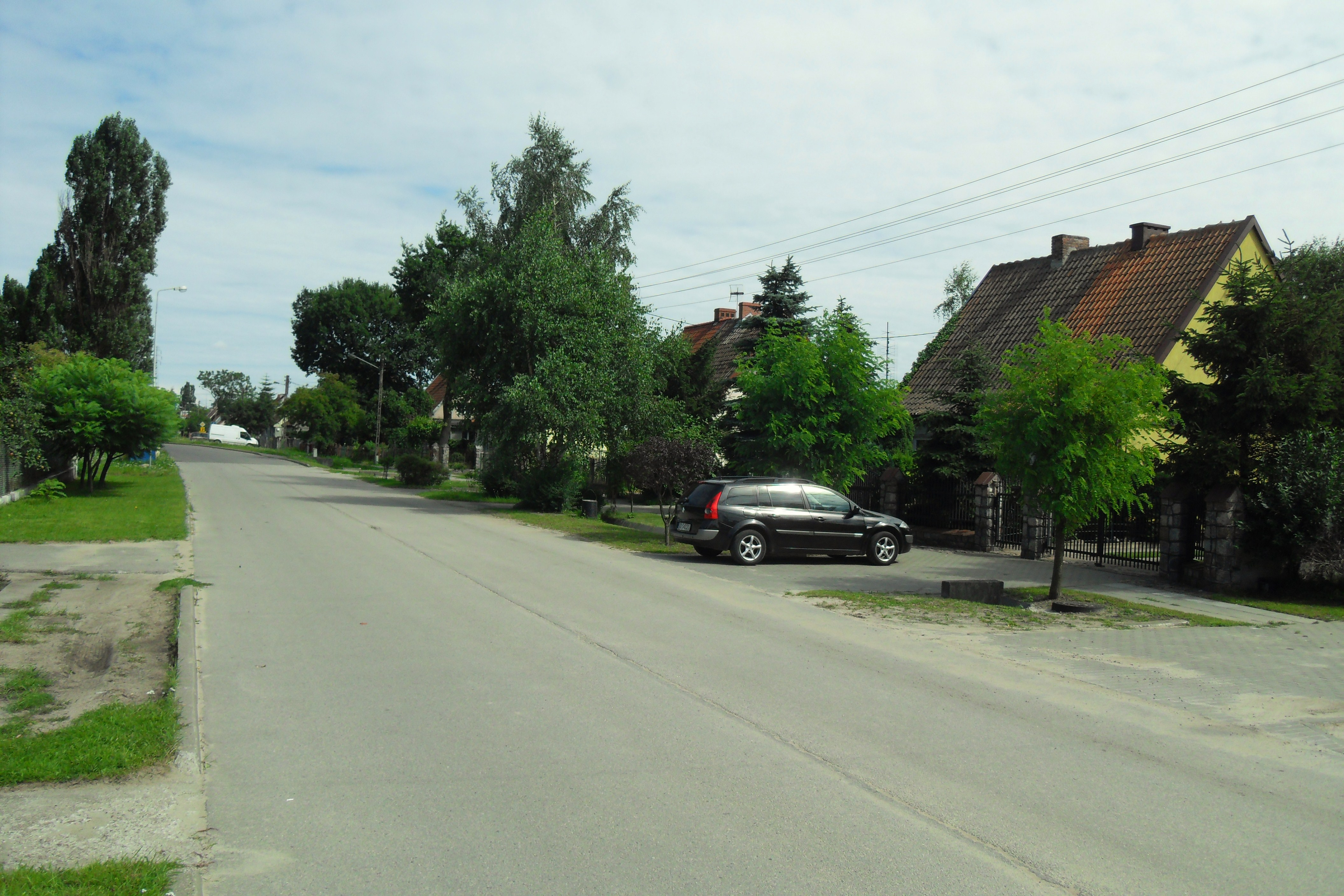
Ul. Miałki Szlak

Miałki Szlak (niem. Sandweg) – osiedle robotnicze w gdańskiej dzielnicy Rudniki.
Miałki Szlak jest częścią jednostki morfogenetycznej Błonia, która została przyłączona w granice administracyjne miasta w 1933. Miałki Szlak należy do okręgu historycznego Niziny.
Osiedle stanowi jedyną zamieszkaną część Błoni. Północną granicę Miałkiego Szlaku wyznacza droga krajowa nr 7 (E28) E77, a w przyszłości osiedle będzie przecinać, najprawdopodobniej estakadą, Trasa Sucharskiego.
Miałki Szlak to także nazwa głównej ulicy wewnętrznej osiedla, która przed wybudowaniem ul. Elbląskiej stanowiła część drogi pocztowej do Królewca.